# Валье, Эмилио
Эмилио Валье Альварес (исп. Emilio Valle Álvarez; род. 21 апреля 1967, Санкти-Спиритус) — кубинский легкоатлет, специалист по барьерному бегу и бегу на короткие дистанции. Выступал за сборную Кубы по лёгкой атлетике в 1986—2001 годах, обладатель бронзовой медали Игр доброй воли, призёр Панамериканских игр, Всемирной Универсиады, Кубка мира, двукратный чемпион Игр Центральной Америки и Карибского бассейна, бывший рекордсмен страны в беге на 110 метров с барьерами, участник двух летних Олимпийских игр.

## Биография
Эмилио Валье родился 21 апреля 1967 года в городе Санкти-Спиритус, Куба.
Первых серьёзных успехов на международном уровне добился в сезоне 1986 года, когда вошёл в состав кубинской сборной и выступил на юниорском первенстве Центральной Америки и Карибского бассейна в Мехико, где одержал победу в беге с барьерами на 110 и 400 метров. Позднее соревновался на впервые проводившемся юниорском мировом первенстве в Афинах: здесь на дистанциях 110 и 400 метров получил золото и бронзу соответственно, также занял 11-е место в десятиборье и четвёртое место в эстафете 4 × 100 метров.
В 1988 году в 110-метровом барьерном беге превзошёл всех соперников на иберо-американском чемпионате в Мехико.
В 1989 году в беге на 60 метров с барьерами финишировал пятым на чемпионате мира в помещении в Будапеште. На чемпионате Центральной Америки и Карибского бассейна в Сан-Хуане завоевал золото в беге на 110 метров с барьерами и получил серебро в эстафете 4 × 100 метров. Помимо этого, в барьерном беге стал вторым на Всемирной Универсиаде в Дуйсбурге и третьим на Кубке мира в Барселоне.
На Играх Центральной Америки и Карибского бассейна 1990 года в Мехико выиграл золотую медаль в беге на 110 метров с барьерами и бронзовую медаль в эстафете 4 × 400 метров.
В 1991 году финишировал четвёртым на чемпионате мира в помещении в Севилье и на домашних Панамериканских играх в Гаване.
В 1992 году отметился победой на иберо-американском чемпионате в Севилье. Благодаря череде успешных выступлений удостоился права защищать честь страны на летних Олимпийских играх в Барселоне — в финале барьерного бега на 110 метров показал время 13,41 и стал шестым. Кроме того, в этом сезоне финишировал третьим на Кубке мира в Гаване.
В 1993 году был седьмым на чемпионате мира в помещении в Торонто, с национальным рекордом Кубы (13,19) показал четвёртый результат на чемпионате мира в Штутгарте, победил на Играх Центральной Америки и Карибского бассейна в Понсе.
В 1994 году среди прочего стал третьим на Играх доброй воли в Санкт-Петербурге и на Кубке мира в Лондоне.
В 1995 году финишировал пятым на чемпионате мира в помещении в Барселоне, восьмым на чемпионате мира в Гётеборге, вторым на Панамериканских играх в Мар-дель-Плате.
На Олимпийских играх 1996 года в Атланте в полуфинале бега на 110 метров с барьерами обновил национальный рекорд Кубы до 13,18, тогда как в решающем финальном забеге с результатом 13,20 пришёл к финишу пятым.
В 1997 году бежал 110 метров с барьерами на чемпионате мира в Афинах, но не смог пройти дальше предварительного квалификационного этапа.
В 1998 году решил сделать акцент на 400-метровый барьерный бег: выиграл бронзовую медаль на иберо-американском чемпионате в Лиссабоне, стал чемпионом Кубы, получил серебро на Играх Центральной Америки и Карибского бассейна в Маракайбо. В последнем случае установил свой личный рекорд — 49,66.
В 2001 году в беге на 110 метров с барьерами одержал победу на чемпионате Кубы в Гаване, стал четвёртым на чемпионате Центральной Америки и Карибского бассейна в Гватемале, после чего завершил спортивную карьеру.